# 中央广播电视总台中秋晚会
中央广播电视总台中秋晚会（英語：CMG Mid-Autumn Festival Gala），简称总台秋晚，是中央广播电视总台于每年中秋节期间举办的电视综合晚会。与总台春晚不同的是，央视秋晚采用户外实景舞台的形式，以篇章式結構的歌舞类节目为主打，在中秋节前完成录制，主持阵容则以央视中文国际频道主持人搭配举办地省台主持人为主，并在中秋当晚在中央广播电视总台相关电视频道（综合、综艺、中文国际、音乐、娱乐、4K超高清、8K超高清）、广播频率（央广音乐之声、文艺之声、大湾区之声、台海之声）及新媒体（央视频、央视网）播出。晚会除国内观众以外，以港澳台观众及全球华人华侨为主要对象，晚会歌词字幕均配有英文翻译。

## 历史
中央广播电视总台中秋晚会前身为中国中央电视台製播的《中央电视台中秋晚会》，最早可追溯到1991年由中国中央电视台文艺部、台湾电视公司、香港无线电视联合举办的《神州一片月》中秋文艺晚会，即1991年9月22日台視頻道中秋節特別節目《萬里共嬋娟》：本次晚會首創两岸三地各自製作一部分後互相交換，並安排同時在中秋夜播出；央視主持人為劉璐、萬山紅，台視主持人為董至成、邰智源，無綫主持人為何守信、劉嘉玲。此后几年，中国中央电视台均采用类似形式，邀请两岸三地的演艺明星参与中秋节特别文艺演出。
1999年，正式以中秋晚会形式固定下来，并开始由中央电视台国际频道（CCTV-4）承办。2004年-2014年间，晚会成为CCTV-4《中华情》的系列特别节目，晚会名被冠以“XX（举办地）月·中华情”的主题。2015年，央视秋晚脱离“中华情”品牌，独立运作。2018年，因应中央广播电视总台成立，央视秋晚升格为中央广播电视总台中秋晚会。

## 历届概况
| 年份 | 主题                     | 举办地                                                           | 主持人 |
| ---- | ------------------------ | ---------------------------------------------------------------- | --- |
| 1991 | 神州一片月               | 北京颐和园                                                       | 刘璐 |
| 1992 | 中秋月正圆               | 河北省涿州市涿州影视城唐城                                       | 陳魯豫、冯巩、陳澍承（新传媒）、陳敏兒（港視）、張月麗（台視）                                              |
| 1993 | 海峡共明月               | 北京首都体育馆                                                   | 倪萍、冯巩、胡瓜（台湾）、蓝心湄（台湾）                                                                    |
| 1994 |                          | 北京市                                                           | |
| 1995 | 月是故乡明               | 广东省深圳市中国民俗文化村                                       | |
| 1996 |                          | 北京市                                                           | |
| 1997 | 今宵月更圆               | 北京市                                                           | 周涛、朱军                                                                                                  |
| 1998 |                          | 浙江省杭州市                                                     | |
| 1999 |                          | 江苏省苏州市苏州乐园                                             | |
| 2000 | 香江明月夜               | 香港会议展览中心                                                 | 周涛、孙淳、李扬、江美仪                                                                                    |
| 2001 | 天涯共此时               | 江苏省扬州市瘦西湖                                               | |
| 2002 | 漓江花月夜               | 广西桂林市象鼻山公园                                             | |
| 2002 | 香江明月濠江情           | 香港、澳门                                                       | |
| 2003 | 高峡平湖月正明           | 湖北省宜昌市三峡大坝五级船闸3号中隔墩                            | 张政、朱迅、官琳、黄安、柯蓝、黄伟麟                                                                        |
| 2004 | 浦江月 中华情            | 上海市滨江公园（分会场：上海新天地、豫园）                       | |
| 2005 | 江城月 中华情/天涯共此时 | 湖北省武汉市黄鹤楼                                               | |
| 2006 | 海峡月 中华情            | 福建省厦门市厦门国际会议展览中心                                 | 鲁健、侯佩岑（台湾）、薛晗喆（福建台）、曹众（港视）、季小军、陈玲（厦门台）、林栋甫                        |
| 2007 | 山庄月 中华情            | 河北省承德市避暑山庄（分会场：陕西省西安市大唐芙蓉园）           | 鲁健、李倩蓉（台湾）、曹众（港视）、季小军、于辉（河北台）、刘姝婧（承德台）、林栋甫 西安分会场：梦桐、徐杰 |
| 2008 | 荣成月 中华情            | 山东省荣成市荣成湾（分会场：四川省绵阳市北川县）                 | 鲁健、吴佩慈（台湾）、曾宝仪（香港）、季小军、王俐（山东台）                                                |
| 2009 | 宜春月 中华情            | 江西省宜春市袁山公园                                             | 鲁健、侯佩岑（台湾）、曾宝仪（香港）、季小军、梦桐、林栋甫                                                  |
| 2010 | 芜湖月 中华情            | 安徽省芜湖市阳光半岛                                             | 鲁健、季小军、梦桐、聂云（台湾）、曾宝仪（香港）、张杨果而（安徽台）                                        |
| 2011 | 江门月 中华情            | 广东省江门市五邑文化广场                                         | 鲁健、孟盛楠、经纬、徐乃麟（台湾）、寇乃馨（台湾）、宋嘉其（广东台）                                        |
| 2012 | 福州月 中华情            | 福建省福州市海峡国际会展中心                                     | 鲁健、孟盛楠、小燕、天心（台湾）、陈启泰（香港）、杨海东（福建台）                                          |
| 2013 | 梅州月 中华情            | 广东省梅州市梅县文体中心                                         | 鲁健、孟盛楠、侯佩岑（台湾）、吴大维（美籍华裔）、罗洁（广东台）                                            |
| 2014 | 苏州月 中华情            | 江苏省苏州市太湖湾                                               | 鲁健、孟盛楠、谢震武（台湾）、肖楠（苏州台）                                                                |
| 2015 | 月圆江油                 | 四川省江油市太白碑林南广场                                       | 鲁健、孟盛楠、张卫健（香港）、王洋（四川台）                                                                |
| 2016 |                          | 陕西省西安市大唐芙蓉园                                           | 鲁健、孟盛楠、吴鹏、孙维（西安台）                                                                          |
| 2017 |                          | 黑龙江省大庆市时代广场                                           | 鲁健、孟盛楠、吴鹏、柳艳辉（大庆台）                                                                        |
| 2018 |                          | 山东省济宁市曲阜尼山圣境（分会场：马来西亚吉隆坡、澳大利亚悉尼） | 鲁健、孟盛楠、任鲁豫、陈旻、李毅（山东台） 吉隆坡分会场：吴鹏、李红 悉尼分会场：王端端、苏毅                |
| 2019 |                          | 江苏省淮安市大运河文化公园（分会场：广东省佛山市南海影视城）     | 鲁健、孟盛楠、任鲁豫、张扬（江苏台） 佛山分会场：李红、吴鹏                                                 |
| 2020 | 神都月 中华情            | 河南省洛阳市隋唐洛陽城國家遺址公園                               | 鲁健、孟盛楠、任鲁豫、庞晓戈（河南台）                                                                      |
| 2021 |                          | 四川省西昌市星月湖湿地公园                                       | 鲁健、孟盛楠、任鲁豫、李丹                                                                                  |
| 2022 |                          | 江苏省张家港市暨阳湖生态园区音乐喷泉广场                         | 鲁健、孟盛楠、张韬、俞熙雯（江苏台）                                                                        |
| 2023 |                          | 四川省宜宾市长江公园                                             | 鲁健、孟盛楠、任鲁豫、张韬、李丹                                                                            |
| 2024 |                          | 遼寧省瀋陽市丁香湖                                               | 鲁健、孟盛楠、任鲁豫、张韬、刘心悦                                                                          |
| 2025 |                          | 重庆市                                                           | 鲁健、孟盛楠、任鲁豫、张韬、何苗苗                                                                          |

## 奖项
- 第31届中国电视金鹰奖 - 最佳电视综艺（文艺）节目